# Sauwaldhof

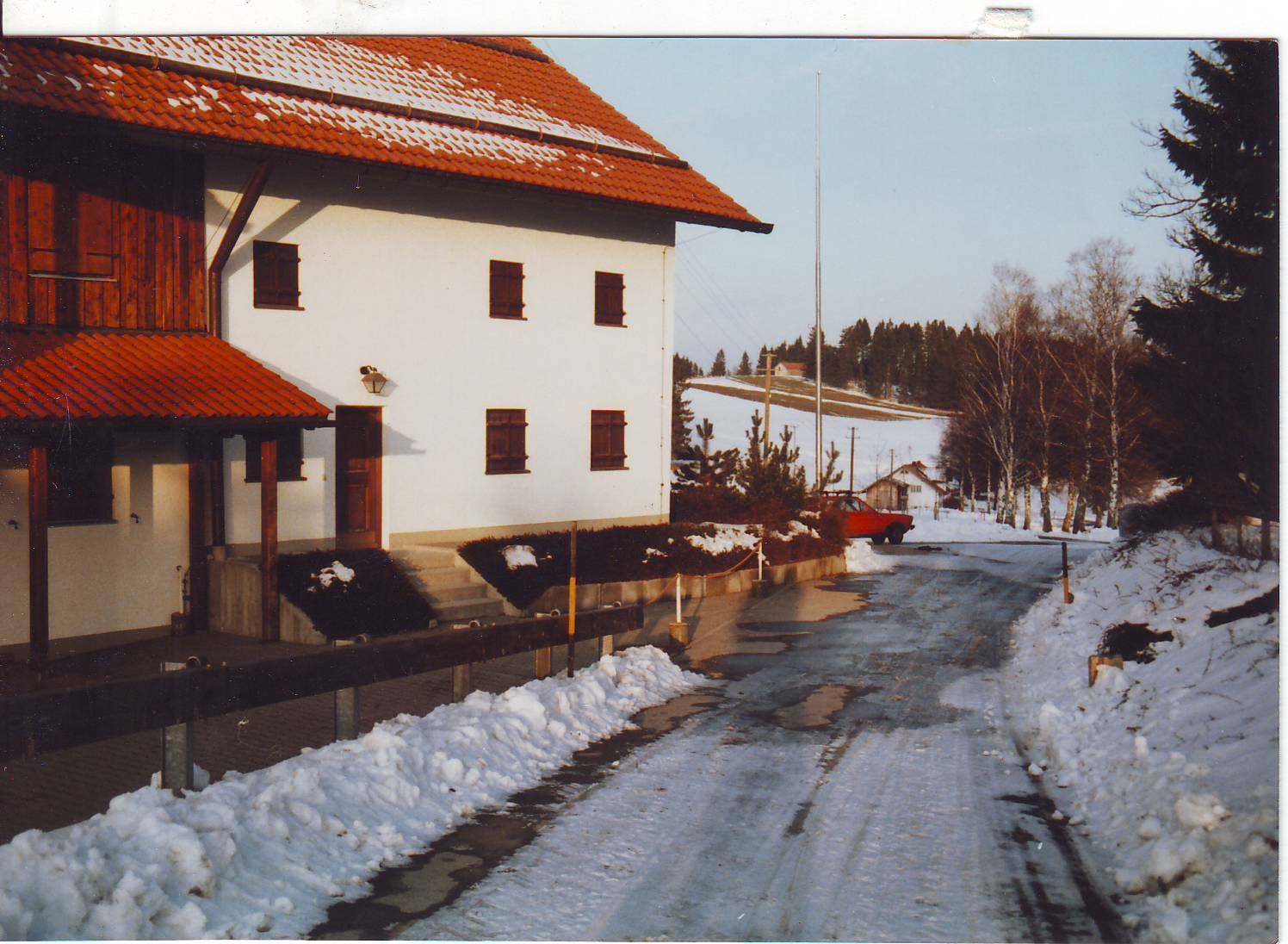
Sauwaldhof im Winter

Der Sauwaldhof (offizielle Bezeichnung Standortübungsplatz Sauwald) ist eine dislozierte Ausbildungsstätte der in Altenstadt befindlichen Luftlande- und Lufttransportschule (LL/LTS) der Bundeswehr. Zugleich ist es ein Gemeindeteil der Gemeinde Prem im Landkreis Weilheim-Schongau (Oberbayern, Bayern).

## Geografie
Der Sauwaldhof liegt 23 km südsüdwestlich von Schongau. Der Hof selber liegt ca. 4 km südwestlich der Gemeinde Steingaden und ca. 2 km östlich der Gemeinde Prem, auf deren Gebiet er liegt. Dadurch ist Prem faktisch einer der kleinsten Bundeswehrstandorte, denn im Sauwaldhof dauerhaft beschäftigt ist nur der Hausmeister, während die Ausbilder und eine Köchin bei Ausbildungsbetrieb von ihrer Dienststelle an der Luftlande- und Lufttransportschule anreisen. Die höchste Erhebung auf dem Standortübungsplatz ist der 830 m hohe Bichl.

## Standortübungsplatz
Das gesamte Gelände des Standortübungsplatzes umfasst 43,8 Hektar. Davon sind 66,1 Prozent Waldflächen und 33 Prozent Freiflächen, überwiegend Grünland und Wiesen. Die restlichen knapp ein Prozent sind Wege, die diversen Ausbildungseinrichtungen und das eigentliche Gebäude, der Sauwaldhof, nebst Klohäuschen.
Das auf einem Plateau gelegene Gelände ist eine ehemalige Stiftung des Bayerischen Ministerpräsidenten Franz Josef Strauß an die Bundeswehr und Teil des Standortübungsplatzes Steingaden-Sauwald.
Der Sauwaldhof verfügt über Unterkünfte sowie Lehr- und Ausbildungsräume zur Durchführung von Lehrgängen, eine Essensausgabe und einige Büro- und Aufenthaltsräume für das Ausbildungs- und Funktionspersonal. Auf dem angrenzenden Standortübungsplatz und im umliegenden Gelände befinden sich zahlreiche militärische Ausbildungseinrichtungen, darunter Seilstege, ein Klettergarten sowie eine Hindernis- und eine Gruppengefechtsbahn.
Die Luftlande- und Lufttransportschule führte früher im Sauwaldhof einen großen Teil des Einzelkämpferlehrganges durch. Dieser wird gegenwärtig aber nur noch in Hammelburg durchgeführt. Ebenfalls findet am Sauwaldhof und dem angrenzenden Gebiet der 5-tägige Lehrgang Überleben Land für Offizieranwärter der Luftwaffe statt, der integraler Bestandteil der Offizierausbildung der Luftwaffe ist. Seit 2015 findet diese Ausbildung in Pfullendorf am Ausbildungszentrum Spezielle Operationen statt. Der Fluss Lech und die Staustufen der Isar-Amperwerke (E.ON Bayern seit 2001) werden in diese Allround-Ausbildungen miteinbezogen.
In den 1980er Jahren wurde auf dem Areal des Sauwaldhofs Blitzforschung mit Hilfe von Raketen betrieben. Hierzu wurden während eines Gewitters Raketen, an denen ein dünnes Stahlseil befestigt war, gestartet und Blitzeinschläge ausgelöst.